# Markéta Královcová
Markéta Královcová (* 10. září 1967, Kutná Hora) je zakladatelkou Nadačního fondu Klíček, dětského hospice, Ashoka Fellow.

## Dětský hospic
Markéta Královcová vybudovala v roce 1991 dětský hospic Klíček v Malejovicích ve Středočeském kraji s cílem pomoci vážně nemocným dětem a jejich rodinám. Snaží se přitom otevírat diskusi o otázkách nemoci, umírání, smrti a odstraňovat bariéry mezi světem "zdravých" a světem "nemocných".

## Ocenění
Markéta Královcová vyhrála kategorii Sociálně prospěšný podnikatel roku.

## Dílo
- Markéta Královcová, Jiří Královec: Putování spokojeného člověka.[7]